# Socialøkonomisk virksomhed
En socialøkonomisk virksomhed er en virksomhed, der på én gang tjener penge på almindelige markedsvilkår og skaber positiv social forandring for samfundet. Nogle socialøkonomiske virksomheder bruger overskuddet til at skabe beskæftigelse for udsatte, mens andre finder svar på udfordringer indenfor miljø og sundhed.
Socialøkonomiske virksomheder opererer i krydsfeltet mellem den offentlige sektor, den private sektor og civilsamfundet. Socialøkonomiske virksomheder adskiller sig på den ene side fra andre private virksomheder ved, at deres primære formål og drivkraft er at skabe positiv social forandring. På den anden side adskiller de sig fra eksempelvis frivillige organisationer, fordi de primært anvender forretningsmæssige metoder til at opnå denne forandring. 

## Typer af socialøkonomiske virksomheder
Overordnet kan der skelnes mellem socialøkonomiske virksomheder, der arbejder for en målgruppe/sag eller med en målgruppe. Grænsen mellem de to grupper er dog flydende.
Socialøkonomiske virksomheder, der arbejder for en målgruppe eller en sag, har til formål at forbedre forholdene og livskvaliteten for en særlig målgruppe eller fremme en særlig samfundsgavnlig sag. Eksempelvis kan virksomheden gennemføre oplysningsaktiviteter, producere hjælpemidler, organisere støttearrangementer eller anvende virksomhedens overskud til at fremme et særligt formål. 
Socialøkonomiske virksomheder, der arbejder med en målgruppe, involverer en udsat målgruppe direkte i deres virke. Dette gør de eksempelvis ved at ansætte udsatte ledige eller ved at sikre bedre beskæftigelsesmuligheder og større livskvalitet for den enkelte gennem inklusion, aktivering og kompetenceudvikling. 
De socialøkonomiske virksomheders indsats ligger ofte indenfor følgende områder:
- Socialt: F.eks. støtte til stofmisbrugere, utilpassede børn og unge, forebyggelse af kriminalitet og international udvikling
- Beskæftigelse: F.eks. kompetenceudvikling, uddannelse, jobtræning og jobskabelse til udsatte grupper
- Sundhed: F.eks. pleje og støtte til grupper med fysiske og psykiske lidelser, patientorganisationer og almen oplysning til offentligheden
- Miljø: F.eks. klimatiltag, genbrug og oplysning om økologi
- Kultur: F.eks. fremme af kunst og kultur

## Socialøkonomiske virksomheder i Danmark
Ved finanslovsaftalen for 2013 enedes regeringen og Enhedslisten om at afsætte midler til at støtte udviklingen af socialøkonomiske virksomheder. Som et resultat heraf nedsattes først "Udvalget for socialøkonomiske virksomheder" og efterfølgende "Vækstcenter for socialøkonomiske virksomheder" og "Rådet for socialøkonomiske virksomheder". Begge institutioner blev nedlagt igen ved udgangen af 2015.
Udvalget foretog i 2013 en kortlægning af omfanget af socialøkonomisk virksomhed, der identificerede knap 300 af slagsen i Danmark. Næsten halvdelen af de pågældende virksomheder i havde set dagens lys inden for de seneste 6 år, og langt de fleste havde under 10 ansatte. Geografisk var de socialøkonomiske virksomheder spredt over hele Danmark, men med overvægt i hovedstadsområdet.
Udvalgets kriterier for at definere en virksomhed som socialøkonomisk var de følgende fem:
1. Socialt formål – Virksomhedens primære formål har samfundsgavnlig karakter med et socialt, beskæftigelses-, sundheds-, miljømæssigt eller kulturelt sigte, som desuden fremmer aktivt medborgerskab.
2. Væsentlig erhvervsdrift – Virksomheden har et væsentligt element af erhvervsdrift ved salg af serviceydelser eller produkter, som udgør en betydelig del af dens omsætning.
3. Uafhængighed af det offentlige – Virksomheden fungerer uden væsentlig offentlig indflydelse på ledelsen og driften af virksomheden.
4. Inddragende og ansvarlig ledelse – Virksomheden involverer ansatte, kunder, samarbejdspartnere og interessenter og har en etisk forsvarlig ledelse.
5. Social overskudshåndtering – Virksomheden bruger primært sit overskud til at fremme sociale formål, reinvestere i egen virksomhed eller i andre socialøkonomiske virksomheder. En begrænset andel af overskuddet kan udbetales som udbytte til investorer.

Hvis en virksomhed opfylder udvalgets kriterier, er det muligt at blive registreret som en socialøkonomisk virksomhed af Erhvervsstyrelsen, som giver forbrugerne vished om, at virksomheden er en socialøkonomisk virksomhed. Kun registrerede virksomheder må benyttet betegnelsen socialøkonomisk virksomhed. I 2017 er der således 221 registrerede socialøkonomiske virksomheder i Danmark.

## Eksempler på socialøkonomiske virksomheder i Danmark[7]

### Bybi
Bybi har siden 2011 flyttet mange millioner bier op på de københavnske tage. Bybi producerer honning og hjælper til en sund natur i storbyen. Og så passes bierne blandt andet af tidligere hjemløse og asylansøgere, som har fået en uddannelse som biavlere. 
Bybis mission er at etablere en bæredygtig byhonningindustri, der skaber nye muligheder for mennesker på kanten af arbejdsmarkedet, gøre byen sundere og frodigere samt bringe københavnerne i nærkontakt med byens natur.

### Blindes Arbejde
Siden 1929 har Blindes Arbejde kæmpet for at skaffe arbejde til blinde og svagtseende, og de er dermed en af de ældste socialøkonomiske virksomheder i Danmark.  I dag er Blindes Arbejde en erhvervsdrivende fond, hvor blinde og svagtseende er beskæftiget med at binde blandt andet opvaskebørster og koste, vævning, håndfletning ag kurve og stolesæder samt butiksarbejde. 
Hos Blindes Arbejde hænger forretning og social mission sammen, for jo flere penge der tjenes, jo flere arbejdspladser kan der blive skabt til blinde og svagtseende.

### Skovsgård Hotel
Skovsgård Hotel har siden 1992 været etableret som et andelsselskab. Skovsgård Hotel er således ejet af lokalbefolkningen i landsbyen Skovsgård i Nordjylland. Hotellet sørger både for at holde gang i landsbylivet og skabe arbejdspladser på særlige vilkår.
Skovsgård Hotel er en del af Skovsgård-modellen, som vandt Socialøkonomisk Årspris 2014. Skovsgård-modellen udgøres af de tre virksomheder: Købmandsgården, Skovsgård Hotel samt Råd & Dåd. Stedet tilbyder arbejds-, bo- og fritidstilbud for mennesker, som ikke kan klare kravene på det traditionelle arbejdsmarked – eller mennesker, som har behov for støtte for at få deres hverdag til at fungere. 

### BOAS Specialister
BOAS Specialister er en IT-konsulentvirksomhed, hvor langt størstedelen af de ansatte har en autist-profil. Mennesker med en autistisk profil er naturligt gode til at overskue sammenhænge og systematik. Derfor er de gode til at opdage fejl på hjemmesider og i it-systemer. 
På den baggrund har BOAS Specialister udviklet sig til ikke blot at være en socialøkonomisk succeshistorie, men også en helt regulær succes-business-historie.